# イズヒメエイ
イズヒメエイ(学名: Hemitrygon izuensis )は、トビエイ目アカエイ科に属する海水魚。伊豆半島で得られた標本をもとに1988年に新種として記載され、現在までのところ生息が確認されているのは日本沿岸のみである。成熟個体の体盤幅は70 cmに達し、アカエイなどの近縁種に似るが、尾がやや短いといった種々の特徴から識別される。採捕例が少ない稀種であり、その生態には未解明の点が多い。

## 分類
イズヒメエイはトビエイ目のアカエイ科アカエイ属Hemitrygonに分類される。
本種は1988年に北海道大学の西田清徳と仲谷一宏によって、日本魚類学会の発行する『魚類学雑誌』において新種として記載された。本種の和名、および学名の種小名izuensis は、タイプ標本が得られた伊豆半島に由来する。この時は8個体の標本に基づいて記載が行なわれ、そのうちホロタイプ（正基準標本）は体盤幅42 cmの成熟したオスの個体であった。

## 形態

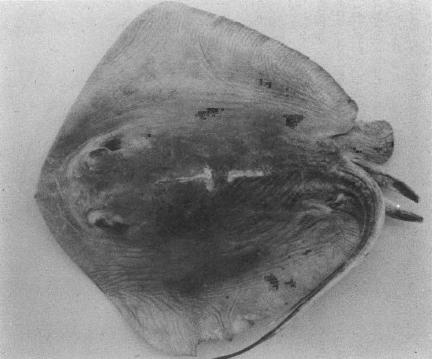
背面から見たイズヒメエイ。尾部は写真下側に折り返されている。

### 概要
本種の体盤幅は40 cm程度から、最大で70 cmに達する。体盤は菱形で、その幅は長さよりもわずかに大きい。体盤前縁はほぼ直線で、後縁はやや丸みを帯びる。体盤の前端はわずかに突出し、吻は丸みをおびてわずかに突出する。眼は中程度の大きさで、その後ろに大きな噴水孔がある。腹面の鼻孔の間には白色で短い皮槢（隆起線）がある。上顎には35-41の、下顎には37-39の歯列がある。歯列は敷石状の配列をなし、歯はメスや未成熟個体と比較して、オスではやや尖っている。口底には5列の乳頭突起がある。腹鰭は幅広く三角形である。尾は鞭状になり、体盤とほぼ同じ長さで、背面には1本から2本の尾棘（毒棘）がある。棘には普通オスでは6.8 cm程度、メスでは7.9 cm程度で、112-130程度の鋸歯をもつ。尾部に背面には黒色で短い隆起線がある。体盤は小棘がなく円滑であるが、成体では棘の手前と体盤の背面項部正中線上に1列に並ぶ小棘を持つものもみられる。
体色は体盤の背面で黄土色で、眼の間と尾部の後端3分の2はやや暗色になる。腹面は白色で、辺縁は褐色または黄色に縁取られる。

### 類似種との比較
アカエイ属の他の種と比べると尾が短いのが特徴である。また、腹面にある皮槢は本種では白色だが、同属のアカエイでは黒色になる。

## 分布
房総半島南部から九州南岸までの太平洋沿岸、有明海、九州西岸、鹿児島湾、瀬戸内海に生息する。標本に基づいた報告は極めて少なく、稀な種だと考えられる。ただし、本種とみられるエイの写真はインターネット上では日本各地から報告されており、特に伊豆半島東岸での観察が多い。これまで本種は日本以外からは報告されていない。しかし、日本における生息地は黒潮上にあたるため、台湾や東シナ海などの黒潮上にあたる海域には分布する可能性が指摘されている。

## 生態
底生性で、沿岸海域の水深10-60 mの砂泥底でみられる。体盤幅37 cm程度で性成熟に達する。その他の生態についてはほとんどが不明である。

## 人間との関係
本種はまとまって漁獲されることはないが、アカエイと混同されて食用に供されていると考えられる。国際自然保護連合は本種の保全状況について、地理的分布の狭さと、日本の沿岸漁業における底引きトロール漁業などによる混獲の影響を指摘し、近危急種(NT)と評価している。